# Sutra del Loto: XXIII capitolo
Successivamente il bodhisattva Nakṣatrarājasaṃkusumitābhijña (Capacità Sovrannaturali Fatte Fiorire dal Re delle Costellazioni) chiese al Buddha Śākyamuni la ragione per la quale il bodhisattva Bhaiṣajyarāja (Re della Medicina) permaneva nel mondo di sahā compiendo migliaia di ardue pratiche religiose.
Lo Śākyamuni gli rispose che infiniti kalpa or sono visse un buddha di nome Candrasūryavimalaprabhāsaśri (Virtù pure del Sole e della Luna), circondato da ottanta milioni di bodhisattva e mahāsattva, la cui vita era di quarantaduemila kalpa. Il suo mondo era privo di inferni, di donne, di afflizioni e con il suolo fatto di lapislazzuli e adorno di alberi ingioiellati.
A quel tempo il buddha Candrasūryavimalaprabhāsaśri predicò il Sutra del Loto per i bodhisattva e gli altri esseri, in particolare per il bodhisattva Sarvasattvapriyadarśanaṃ (Visto in modo gioioso da tutti gli esseri). Questo bodhisattva si prodigò in numerose pratiche di austerità, viaggiando e cercando la buddhità per dodicimila anni, ottenendo infine il samādhi in cui si realizzano le forme fisiche. Consapevole di aver ottenuto questa samādhi grazie all'ascolto del Sutra del Loto decise di fare un'offerta al buddha Candrasūryavimalaprabhāsaśri che l'aveva pronunciato, quindi fece piovere dal cielo fiori di māndārava e di grandi māndārava, nonché delle qualità di incenso di sandalo estremamente prezioso. Uscito dal samādhi osservò che tale offerta non era sufficiente e decise di offrire il proprio corpo. Inghiottì quindi, per dodicimila anni, numerose sostanze aromatiche cospargendosi continuamente il corpo di oli profumati e, invocando i propri poteri sovrannaturali, si diede fuoco. Il bagliore che provocò illuminò infiniti mondi i cui buddha lodarono il gesto meritevole, osservando che qualsivoglia dono veniva superato dal dono del proprio corpo.
Il bodhisattva Sarvasattvapriyadarśanaṃ rinacque subito e per trasformazione nella terra del buddha Candrasūryavimalaprabhāsaśri. Al momento della sua rinascita Sarvasattvapriyadarśanaṃ disse a suo padre chi era e che aveva precedentemente ascoltato, sempre dal buddha Candrasūryavimalaprabhāsaśri i milioni di milioni (infiniti) versi che compongono il Sutra del Loto. Questo bodhisattva andò quindi a fare visita al buddha Candrasūryavimalaprabhāsaśri il quale gli comunicò che era in procinto di entrare nel parinirvāṇa, chiedendogli quindi di preparargli un giaciglio e affidandogli il Dharma dell'anuttarā-samyak-saṃbodhi, nonché le sue reliquie.
Subito dopo l'entrata nel parinirvāṇa del buddha Candrasūryavimalaprabhāsaśri, il bodhisattva Sarvasattvapriyadarśanaṃ arse il suo corpo su una pira, conservandone le reliquie in ottantaquattromila di torri ingioiellate. Non soddisfatto di aver adempiuto ai suoi compiti, decise di procedere per un'ulteriore offerta al buddha Candrasūryavimalaprabhāsaśri: diede fuoco quindi alle proprie braccia.
Tutti gli esseri si rattristarono, quindi il bodhisattva Sarvasattvapriyadarśanaṃ fece il voto di acquisire per questo il corpo dorato di un buddha e, qualora questo voto si fosse realizzato, di riacquisire subito le sue braccia, cosa che avvenne immediatamente.
Il Buddha Śākyamuni fece quindi presente al bodhisattva Nakṣatrarājasaṃkusumitābhijña che il bodhisattva Bhaiṣajyarāja altri non era che il bodhisattva Sarvasattvapriyadarśanaṃ il quale sacrificò per innumerevoli volte il proprio corpo.
Quindi il Buddha Śākyamuni spiegò che coloro che offrono una loro parte del corpo per conseguire l'anuttarā-samyak-saṃbodhi acquisiscono meriti maggiori di coloro che offrono mogli o figli, terre o montagne. E coloro che accettano e sostengono il Sutra del Loto acquisiranno meriti maggiori di coloro che invece offrono miriadi di mondi colmi dei Sette tesori agli stūpa.